# موسي كينج
موسي كينج (بالإنجليزية: Mosey King)‏ مواليد 01 يناير 1884 في نيويورك - الوفاة 10 ديسمبر 1956 في نيو هيفن، كان ملاكم محترف أمريكي صنّف ضمن فئة الوزن الخفيف.

## إحصائيات
خاض خلال مسيرته 38 نزالا، فاز في 12 وتعادل في 12 وخسر في 13. فاز بالضربة القاضية في 6 نزالات.

## روابط خارجية
- موسي كينج على موقع بوكس ريك (الإنجليزية) (registration required)